# Astérisme (typographie)
Pour les articles homonymes, voir astérisme (homonymie).
En typographie, un astérisme (⁂) est un symbole se composant de trois astérisques placés en triangle, employé pour indiquer le début d’un paragraphe, une rupture dans le texte, un sous-chapitre, ou pour attirer l’attention sur un passage. C’est le caractère U+2042 d’Unicode : ⁂. Comme 2042 est en hexadécimal, on peut obtenir ce caractère sous un traitement de texte classique via Alt-8258 (on laisse la touche Alt appuyée pendant qu’on entre les quatre chiffres). Avec la disposition de clavier bépo, il est aussi possible de l'obtenir avec la touche morte ß et la touche astérisque.
Dans son rôle de couillard, ce symbole est parfois remplacé par trois, voire plus, points ou astérisques consécutifs alignés horizontalement. Un interlignage de taille plus importante entre les paragraphes est également fréquemment employé. Un astérisme peut être employé en même temps que la modification de l'interligne pour marquer une subdivision plus petite qu’un sous-chapitre.
L’astérisme ne doit pas être confondu avec ∴ (caractère U+2234 d’Unicode), qui est fait de trois points. Ce symbole est employé comme forme sténographique de « donc ».
L’astérisme est parfois inversé. Mais selon Jean-Pierre Lacroux, l’astérisme n’est pas un cul-de-lampe (dont la pointe est toujours vers le bas), et l’Imprimerie nationale (1990) le définit en lui donnant une valeur de « chapeau ». Toujours selon cet auteur, l’astérisme peut entamer une ligne pour introduire une maxime ou un aphorisme (« procédé rare et élégant, peut-être un peu précieux »). 
Un collectif propose que ce symbole soit utilisé pour représenter le Fediverse, à la place de son symbole actuel (un pentagone avec diagonales internes).